# Врыв
Врыв (болг. Връв) — село в Болгарии. Находится в Видинской области, входит в общину Брегово. Население составляет 407 человек.

## Политическая ситуация
В местном кметстве Врыв, в состав которого входит Врыв, должность кмета (старосты) исполняет Софрони Кирилов Ников (Болгарская социалистическая партия (БСП)) по результатам выборов.
Кмет (мэр) общины Брегово — Милчо Лалов Выков (Болгарская социалистическая партия (БСП)) по результатам выборов.